# Stefan Kopeć (komunista)
Stefan Kopeć, ps. Edek (ur. 4 października 1907 w Końskich, zm. 28 października 1965 w Warszawie) – działacz komunistyczny i związkowy.

## Życiorys
Skończył 4 klasy szkoły podstawowej, był pomocnikiem murarskim, później formierzem w fabryce odlewów w Końskich, działacz Związku Robotników Przemysłu Metalowego, w którym w latach 1929-1931 był członkiem zarządu. W 1926 wstąpił do Organizacji Młodzieżowej TUR, od 1928 członek MOPR, a od 1930 KPP. Członek Komitetu Dzielnicowego (KD) KPP, w latach 1930-1931 współorganizator strajków robotników w Końskich, 22 kwietnia 1932 aresztowany i 3 listopada 1932 skazany na 3 lata więzienia i utratę praw na 5 lat; wyrok odbywał w Radomiu, Piotrkowie i Sieradzu, w 1935 zwolniony, ponownie pracował w odlewni. Podczas okupacji wstąpił do Stowarzyszenia Przyjaciół ZSRR, a w 1942 do PPR, od kwietnia 1943 do stycznia 1944 pracował w majątku ziemskim w Niemczech. Od kwietnia 1944 przewodniczący podziemnej Powiatowej Rady Związków Zawodowych (RZZ), we wrześniu 1944 był współorganizatorem pierwszego konspiracyjnego posiedzenia Powiatowej Rady Narodowej (PRN), od października 1944 był sekretarzem Komitetu Miejskiego (KM) PPR w Staszowie. 10-11 grudnia 1944 odbyła się w Sandomierzu I Wojewódzka Konferencja PPR województwa kieleckiego, na której S. Kopeć został członkiem Komitetu Wojewódzkiego (KW) i kierownikiem Wydziału Zawodowego KW PPR. Od końca stycznia 1945 był przewodniczącym Powiatowej RZZ w Końskich, w latach 1945-1951 członkiem egzekutywy KP PPR/PZPR i członkiem Komisji Kontroli Partyjnej (KKP). W latach 1951–1954 był sekretarzem Wojewódzkiej RZZ w Kielcach, od 1956 członkiem Wojewódzkiej KKP w Kielcach i członkiem Komisji Rewizyjnej KP PZPR. Od września 1965 na rencie dla zasłużonych. Był odznaczony m.in. Krzyżem Oficerskim Orderu Odrodzenia Polski.